# Редстон (приток Маккензи)
Редстон (англ. Redstone River) — река на Северо-Западных территориях Канады, левый приток Маккензи. Длина 272 км, площадь водосборного бассейна около 15,4 тыс. км².
Берёт начало на хребте Бэкбон (горы Маккензи). На протяжении первых 224 км русла течёт в северо-восточном направлении через горы, после чего выходит в речную долину Маккензи, по которой проходят последние 48 км русла. В горах ширина русла варьирует от 30 до 600 м, в зависимости от окружения (ущелья и узкие каньоны высотой 60-100 м или просторные долины, где течение разделяется на многочисленные рукава). В долине Маккензи, протекая по обширной аллювиальной равнине, снова сильно ветвится; эту часть русла характеризуют многочисленные мелкие и узкие рукава, непригодные для навигации, общая ширина русла, окружённого широкими галечными пляжами, достигает 0,5 мили (около 800 м). Впадает в Маккензи на 714-м километре её русла, напротив места впадения реки Салин. Берега в верхнем и среднем течении с основном сложены из валунов и булыжников, в нижнем — из гальки и ила, на всём протяжении реки обычны песчаные и галечные отмели. В горной части уклон течения в среднем составляет 6 м/км, скорость течения колеблется от 11 до 16 км/ч, часты пороги. В нижнем, равнинном, течении скорость резко падает. Среднемноголетний расход воды (измерения проводились в 63 км выше устья) — 175,1 м³/с или 5522 млн м³ в год, наблюдаются значительные колебания (до 4142 м³/с за 100 лет наблюдений к началу XXI века).
В горной части русла окружающая растительность представляет собой горную тундру, из деревьев представлена ель чёрная. Ближе к устью плотность деревьев возрастает, к ели чёрной добавляются ель сизая, берёза, тополь и ива. В низменной части реки обитают медведи гризли, волки, бараны Далла, лесные карибу, лоси и различные грызуны, орнитофауна представлена белоголовыми орланами, ястребами и тундряными куропатками.